# Luci di Kaikoura
Luci di Kaikoura è il nome dato ad una serie di avvistamenti di UFO accaduti nel dicembre del 1978 nei cieli sopra le Montagne di Kaikoura sull'Isola del Sud della Nuova Zelanda.

## Cronologia degli eventi
Il primo avvistamento avvenne il 21 dicembre 1978 quando l'equipaggio di un aereo cargo Armstrong Whitworth AW.660 Argosy della compagnia Safe Air Ltd cominciò a vedere attorno al proprio aereo una serie di strane luci, che seguirono il velivolo per parecchi minuti prima di sparire e riapparire altrove. I piloti riferirono che alcune delle luci erano grandi come una casa ed altre piccole ma che lampeggiavano con una luminosità intensa. Questi oggetti apparvero sui radar dei controllori di volo di Wellington ed anche sul radar di bordo dell'aereo.
Un altro avvistamento si verificò il 30 dicembre 1978, da parte di una troupe televisiva australiana durante un volo aereo. Per parecchi minuti durante il volo verso Christchurch, le luci non identificate furono osservate da cinque persone sul ponte di volo, rilevate dai radar dei controllori di volo a Wellington e filmate a colori dalla troupe televisiva. Fu riferito che uno degli oggetti seguì l'aereo fino all'atterraggio. Il velivolo poi decollò con la troupe televisiva ancora a bordo, dirigendosi verso Blenheim.
Quando l'aereo raggiunse circa 2 000 piedi (600 metri) incontrò un gigantesco globo luminoso, che si abbassò posizionandosi verso la punta dell'ala; il globo seguì l'aereo per circa un quarto d'ora e durante questo tempo venne osservato, filmato, tracciato con i radar dell'aereo e descritto a voce dai componenti della troupe, che registrarono su un nastro la descrizione.
Un'ondata di avvistamenti di UFO seguì questi avvistamenti iniziali, tanto che un aereo militare Skyhawk venne tenuto in pre-allarme per investigare su altri eventuali avvistamenti.

## Indagini e spiegazioni
A seguito degli avvistamenti, la Royal New Zealand Air Force, la Polizia e il Carter Observatory cooperarono nella conduzione di un'indagine i cui risultati vennero secretati e conservati a Wellington nei National Archives.
I documenti sono declassificati dal 2010.
Il ministero della Difesa della Nuova Zelanda ha attribuito l'avvistamento a luci di pescherecci, treni o auto riflessi dalle nubi, meteore non bruciate o luci del pianeta Venere, mentre le tracce sui radar sono state attribuite a fenomeni di propagazione anomala.